# مكتبة لاثروب

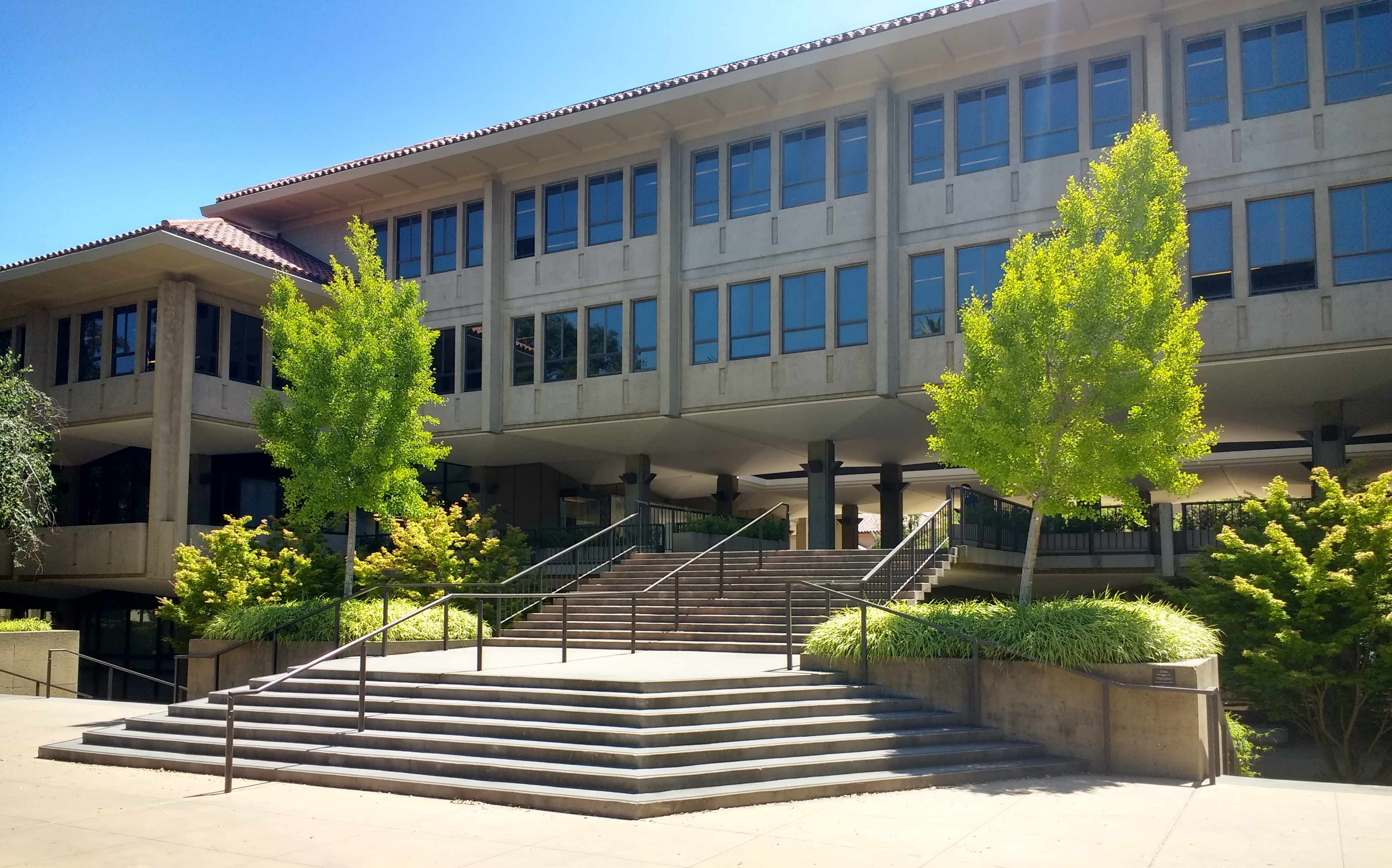
مكتبة لاثروب، ينظر إليها من الغرب

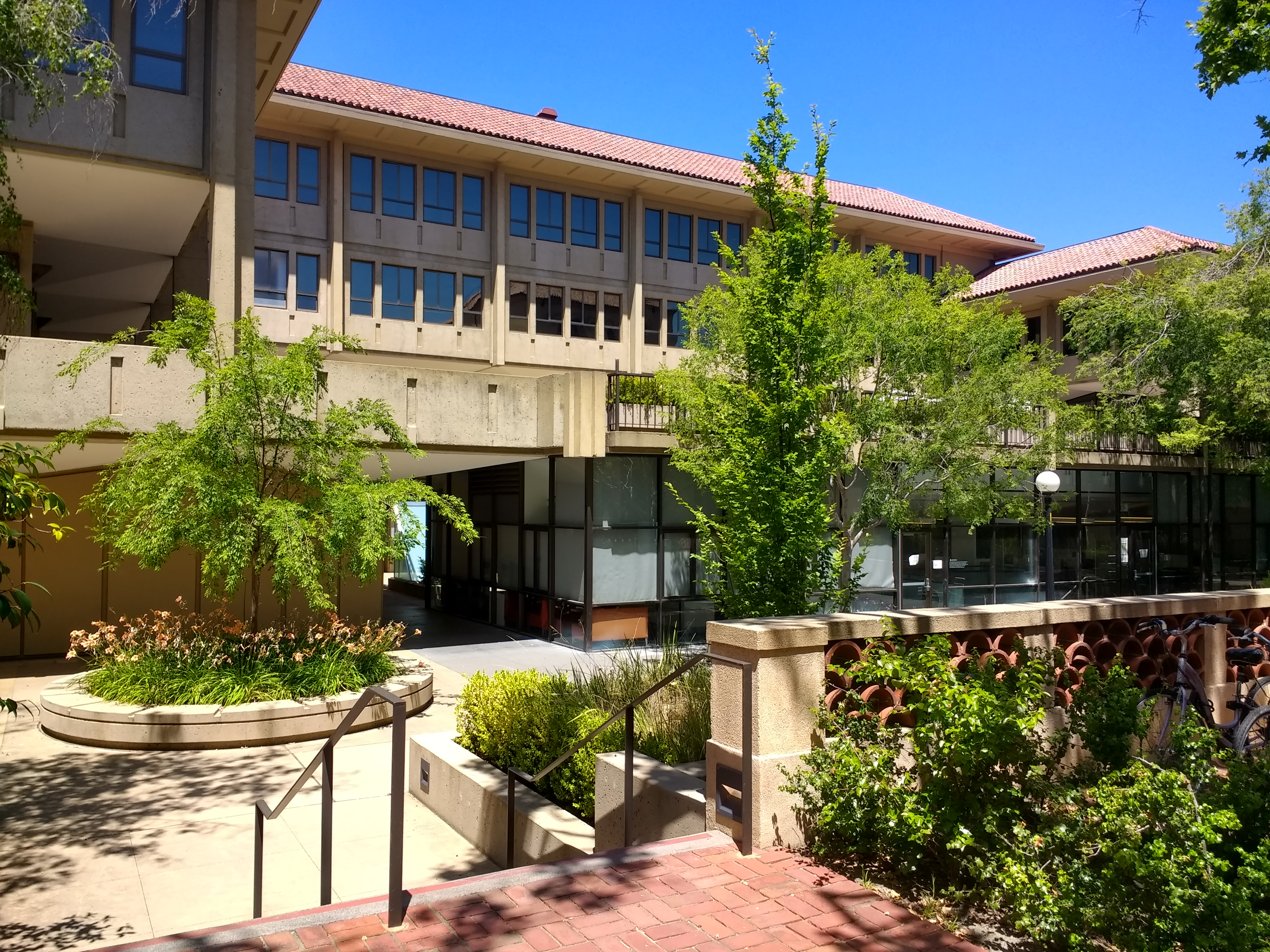
مكتبة لاثروب، ينظر إليها من الشرق

مكتبة لاثروب هي واحدة من عدة مكتبات في جامعة ستانفورد في كاليفورنيا. إنها مكتبة طلاب المرحلة الجامعية الحالية وتضم مكتبة شرق آسيا. كجزء من نظام مكتبات جامعة ستانفورد، تم افتتاحها في 15 سبتمبر 2014  ويضم مجموعات وخدمات كانت موجودة من قبل في مكتبة جي هنري ماير التذكارية، والتي هدمت في عام 2015. تقع المكتبة في مبنى تم ترميمه كانت تشغله سابقًا كلية ستانفورد للدراسات العليا للأعمال.

## التسمية
سميت مكتبة لاثروب باسم جين لاثروب ستانفورد، المؤسسة المشاركة لجامعة ستانفورد مع زوجها ليلاند ستانفورد.